# Fran Zakrajšek
Fran Zakrajšek, slovenski pesnik, dramatik in prevajalec,  * 21. junij 1835, Gorica, † 11. maj 1903, Gorica.

## Življenjepis
Rodil se je očetu Andreju in materi Margareti (rojena Miklavič). Zakrajšek je na Dunaju in Gradcu študiral slovanske jezike in klasično filologijo in nato od leta 1860 do 1867 poučeval na gimnaziji v Gorici, nato pa se je preživljal kot zasebni učitelj in pisar.

## Literarno delo
Kot pesnik je napisal dve pesniški zbirki Lira in cvetje (1885) in Poezije (1891). Ukvarjal se je tudi z dramatiko. Napisal je tragedijo v verzih Marija Antonijeta katere rokopis ni ohranjen, znani so samo posamezni odlomki objavljeni v zbirki Lira in cvetje.
Prevajal je dela Danteja in odlomke iz Don Kihota španskega pisatelja M. de Cervantesa. Zbiral je ljudske pesmi. Za šolske potrebe je v nemščini napisal pregled slovenske književnosti od reformacije naprej. Zakrajšek je bil med prvimi, ki je pisal o slovenskih narečjih in o tem leta 1866 izdal knjigo Slovensko podnarečje na Primorskem. 